# Metoxilo
En química, especialmente en química orgánica, metoxilo es un grupo funcional o radical consistente en un grupo metilo unido a un oxígeno. Tiene la fórmula:
–O–CH3
Ejemplos de éteres que incluyen un metoxilo con el metoxietano o el metoxipropano.
- Datos: Q899597
- Multimedia: Methoxy group / Q899597